# Houwang
Houwang of Hau Wong is een titel die vertaald kan worden als "Prins Markies" of "Heilige Markies". Het is geen persoonsnaam.
Houwang/Hau Wong refereert meestal naar 楊亮節 (pinyin: yáng liàngjiē; jyutping: joeng4 loeng6 zit3), een loyale en moedige generaal die de achtjarige keizer Bing beschermde. Ondanks zijn falende gezondheid verdedigde hij de laatste keizer van de Zuidelijke Song-dynastie met al zijn kracht toen de keizer naar Kowloon vluchtte. De dynastie werd door de Mongolen omvergeworpen.
Later hebben bewonderaars van deze Hou Wang tempels voor hem gebouwd. De meeste Hou Wangtempels staan in Hongkong. In Shenzhense dorpen zoals Dapengcheng zijn er ook tempels van hem te vinden. Buiten Azië staat er een Houwangtempel in Australië (Hou Wang Temple).